# Mauricio Nader
Mauricio Nader (Santiago, 17 de enero de 1981) es un músico chileno, bajista y compositor, actualmente dedicado exclusivamente a su trabajo solista en el bajo eléctrico. 
Desde los 15 años, Mauricio ha integrado bandas orientadas al rock y al heavy metal, incluyendo además pasos breves por agrupaciones de pop y folklore latinoamericano, siendo su preferencia principal el tocar en vivo y dar la mayor cantidad de conciertos posibles. Fue integrante de los destacados grupos chilenos “Six Magics” (heavy metal), “Hidalgo” (rock instrumental), "Claudio Cordero Trío" (metal progresivo) y "Alejandro Silva Power Cuarteto" (metal progresivo y heavy metal). Tanto como solista como con bandas, ha realizado múltiples presentaciones en vivo a lo largo de Chile, Europa y Asia (Turquía).
Desde el año 2006 empieza a hacer transcripciones de algunas obras de música docta, folklóricas latinoamericanas y composiciones propias para el bajo eléctrico sin acompañamiento, como un intento de buscar una posible alternativa para presentarse en vivo sin necesitar de otros músicos. Este hecho le ha permitido desarrollar una carrera solista que lo tiene hasta el día de hoy en una exclusiva y constante actividad de grabaciones, giras y conciertos en vivo tanto dentro como fuera de su país de origen.

## Inicios y formación
Comenzó a tocar guitarra a los 14 años, cuando su padre le enseñó los primeros acordes y canciones. Luego de escuchar a Iron Maiden por primera vez, cambió al bajo eléctrico a los 15 años e inmediatamente buscó integrar y formar bandas escolares para tocar en todo tipo de eventos orientados mayormente hacia el rock. Una vez que egresó de la educación escolar, realizó estudios de composición y arreglos en la Escuela Moderna de Música; así como también estudios particulares con destacados músicos chilenos, tales como Christian Gálvez (bajo eléctrico); Sebastián Rehbein (armonía y composición); Gustavo Ruiz (piano e interpretación clásica); Jorge Aliaga (música para cine); entre otros.

## Six Magics (2002 a 2014)
En 2001 Mauricio conoce a los integrantes de la banda Erick Ávila (guitarrista y líder de la banda) y Pablo Stagnaro (baterista) en la Escuela Moderna de Música donde los tres estudiaban sus carreras profesionales. De inmediato congeniaron en sus preferencias musicales (rock y metal sinfónico junto con elementos de virtuosismo en sus instrumentos) ya que Mauricio ya conocía a la banda y le gustaba mucho su trabajo. Considerando que el bajista de ese entonces Rodolfo Sánchez se estaba desvinculando del grupo debido a otros proyectos, Erick y Pablo decidieron incorporar a Mauricio a la banda en febrero de 2002. Justo en ese momento también se incorpora Gabriel Hidalgo en guitarra, reemplazando a Nicolás Espinoza, quien también decidió buscar otros rumbos musicales. En julio de ese mismo año lanzan en vivo el disco "Dead Kings of the Unholy Valley" (publicado en el año 2001) en la mítica Discotheque Laberinto, en Santiago, con un lleno absoluto. Posteriormente se embarcan en la grabación del primer videoclip de la banda, correspondiente al tema "Prince of Pure Light" generando muy buena crítica en el público chileno e internacional.
Durante todo el año 2003, la banda trabaja en la composición, preproducción, grabación y mezcla del disco "The Secrets of and Island", el cual es inspirado en las leyendas mitológicas de la Isla Grande de Chiloé, situada en el sur de Chile. Para este disco, Mauricio aporta en la composición de algunos temas entre los que se incluyen "Caleuche (The Fliying Dutchman)", y el tema homónimo, entre otros. El lanzamiento de este disco fue realizado en el antiguo Teatro Providencia (hoy llamado "Teatro Nescafé de las Artes") ante más de 1000 personas, un hecho poco frecuente para una banda de metal en Chile.
Mientras Mauricio ya trabajaba además en varios proyectos paralelos, entre 2004 y 2006, junto a la banda se encargó de hacer presentaciones en vivo eléctricas y acústicas, en varias ciudades de Chile, entre las cuales se incluyó un nuevo concierto en el Teatro Providencia para la grabación del DVD en vivo "Dead Secrets". Y a fines de 2006 deciden contar con los servicios del renombrado productor estadounidense David Prater, que había trabajado con prestigiosas bandas como Dream Theater y Firehouse, entre otras, para la producción del tercer disco del grupo. Fue así como después de más de un año de labor, al cual se agrega un cambio importante en la formación de la banda (Elizabeth Vásquez reemplaza en las voces a Sergio Domínguez), el álbum estuvo listo a comienzos de 2008, con la subsiguiente tarea de buscar un sello internacional que lo publicara. Mientras la banda realizaba importantes conciertos en vivo, el trabajo de buscar sello llegó a buen puerto cuando la disquera Italiana Coroner Records llegó a un acuerdo con Six Magics para licenciar el disco, que salió a la luz con el nombre de "Behind the Sorrow" en enero de 2010. Para su promoción, se hicieron dos giras internacionales, siendo la más destacable la realizada en Europa en octubre y noviembre de 2010, con quince conciertos en cinco países: Alemania, Holanda, Bélgica, Suiza y Turquía. Cabe recordar que para estas giras internacionales, como segundo guitarrista fue reclutado Pablo Proharam, ya que Gabriel Hidalgo había dejado la banda en 2009.
Posteriormente la banda, siempre con Mauricio como bajista, comienza la preproducción de su cuarto álbum en 2011, mostrando algunos avances en un concierto en el "Teatro La Cúpula" llenando el recinto. El disco se publica en 2012 bajo el nombre de "Falling Angels" también bajo la etiqueta del sello Coroner Records, con un lanzamiento Sold-Out en el Cine Arte Alameda en noviembre de 2012.
Durante 2013, la banda entra en un receso producto de que su guitarrista y líder Erick Ávila va a promocionar su primer disco solista "Oblivion" (donde Mauricio grabó las pistas de bajo eléctrico) a Europa durante gran parte del año, por lo que la banda solo realiza algunos conciertos al final de este y comienzos de 2014 a su regreso. Durante todo ese tiempo, Mauricio llevaba una gran actividad como solista, y también con otros proyectos.
En julio de 2014, Mauricio decide dejar la banda con el fin de entregarle toda su prioridad a su carrera solista, así como a las bandas Hidalgo y Claudio Cordero Trío. Este anuncio solo se hizo público en abril de 2015.

## Hidalgo (2003 a 2018)
Mientras en 2003 Six Magics se encontraba en pleno proceso de grabación de su segundo disco, su guitarrista Gabriel Hidalgo le muestra algunos demos de su música a Mauricio. Esta consistía en música rock instrumental orientada a la guitarra eléctrica solista, y Mauricio, tomando conciencia de la enorme calidad en composición en interpretación de estas maquetas, le entusiasma a montar este trabajo en vivo. Es así como en junio de 2003 realizan un concierto con estos temas, acompañados por el también integrante de Six Magics Pablo Stagnaro en la batería, Felipe Rodríguez en guitarra y Cristián González en teclados. Las sensaciones de este concierto fueron muy buenas para Gabriel, quien aprovechó su endorser Internacional de Ibanez otorgado en 2004 para empezar a trabajar más en serio en estas composiciones. Después de algunos conciertos aislados, se conforma la banda Hidalgo de manera oficial a principios de 2006 con Gabriel Hidalgo en guitarra y composición, Mauricio en bajo, Pablo Stagnaro en batería y Gonzalo Astudillo en guitarra. Los tres primeros trabajando en paralelo a su otra banda, Six Magics.  
Durante todo 2006 la banda realiza la preproducción de su primer disco y tocan varias veces en Santiago y Valparaíso, como forma de preparar las canciones al momento de entrar al estudio a fines de año. Desde ese entonces, Mauricio tomó un rol protagónico como gestor y coordinador de la banda, lo que le valió hacer sus primeras armas en el aprendizaje de la autogestión para artistas, y que le ha ayudado mucho en su carrera solista.
A comienzos de 2007 se publica este primer disco de la banda llamado "Infragilis", en el cual Mauricio realizó la mezcla de audio, y su promoción fue con tres grandes giras en Chile entre enero de 2007 y marzo de 2008, totalizando 43 conciertos en vivo y con una gran recepción del disco en todo el país. Poco después, Gabriel y Mauricio se ponen a trabajar en lo que sería el segundo disco de la banda. Como en ese momento se estaba generando un auge de muchos proyectos de guitarristas solistas en Chile, el grupo encontró la manera de diferenciarse de ellos al empezar a realizar maquetas de versiones de temas pertenecientes al período de la Nueva Canción Chilena en versión guitarra rock instrumental. Ya en 2009, en formato trío (sin Gonzalo Astudillo) y con las maquetas listas, la banda recurre al afamado productor chileno René Calderón (ganador de la Gaviota de Plata en el Festival de Viña) para producir el álbum. El disco fue mezclado también por Mauricio, y fue publicado con el nombre de "Yupaychay" bajo el sello Mylodon Records y lanzado con un concierto en vivo en agosto de 2009. 
Posteriormente, Gabriel emprende rumbo a Estados Unidos para perfeccionarse como productor musical durante todo 2010, mientras Mauricio emplea su tiempo dándole forma a su trabajo solista, y con las giras internacionales de Six Magics.
Entre 2011 y 2014, ya con el regreso de Gabriel a Chile, la banda realiza varias presentaciones en el país promocionando sus dos discos, incorporando también a Cler Canifrú en guitarra. Con esta formación, empiezan en enero de 2015 a trabajar en el tercer álbum de la banda llamado "Lancuyen". Fue publicado y lanzado en vivo en mayo de ese año, para luego realizar su promoción con varios conciertos en Chile en 2015 y 2016, y que incluyeron la apertura de los shows de Angra y Warcry.
En 2017 el trabajo solista de Mauricio iba tomando cada vez más de su tiempo, por lo que a comienzos de 2018 anuncia su salida de la banda para dedicarse de lleno a su carrera en solista.

## Claudio Cordero Trío (2011 a 2018)
Desde que Mauricio conoció en 2000 a Claudio Cordero como guitarrista de la banda chilena Matraz, siempre ha declarado su admiración por su composición y su manera de tocar, considerándolo como una de sus influencias. Se topaban varias veces compartiendo carteles en conciertos y festivales, Claudio con su proyecto solista ya armado (Claudio Cordero Band), y Mauricio como integrante de Six Magics e Hidalgo. En octubre de 2011 Claudio le propone ser bajista de su banda solista, y Mauricio acepta inmediatamente, considerando que a la semana siguiente ya tenía su primer concierto con la banda, la cual la integraban además Felipe Constanzo en guitarra y Felipe Cortés en batería.
Desde ese entonces y hasta abril de 2013, la banda realizó presentaciones en vivo mayormente en Santiago, debido a que Claudio además tiene una activa carrera en México como integrante del grupo de rock progresivo Cast. En mayo de ese año, Felipe Constanzo decide dejar la banda por otras prioridades en su carrera, el grupo se pone a trabajar como trío en los temas que vendrían a conformar el disco "Quasar". Mauricio recuerda ese período como "muy intenso, ya que ensayábamos dos a tres veces en la semana, durante cuatro horas sin parar, en la mañana, durante casi dos años". Además desde diciembre de 2013 Mauricio tomó el rol de mánager del trío, logrando hitos importantes como la participación en el Guitar Fest 2014, el The Metal Fest 2014 (ambos en abril) y la gestión completa de un concierto filmado en vivo en la Sala SCD de Plaza Vespucio, en Santiago en mayo de 2014, junto con otras fechas más. Según Mauricio, "ese fue el real momento en que aprendí que la autogestión en los artistas es un factor fundamental en estos tiempos, fueron lecciones muy valiosas que conservo hasta el día de hoy". 
En 2015, ya con los temas listos en formato demo y tocados varias veces en vivo, la banda entra a grabar el disco a mediados de ese año, cuidando que todo el proceso de producción sea acorde a las expectativas. Finalmente, "Quasar" se publica en enero de 2016, anticipando como single el tema "Outatime" generando muy buena reacción entre el público y la prensa especializada. Ese mismo año, y luego de tocar en varias ciudades de Chile, la banda recibe una invitación a tocar en un festival Europeo tipo Open-Air en Eslovaquia en agosto, para el cual aprovechan de organizar una mini gira por ese país. Aprovechando ese viaje, el grupo realiza el videoclip del tema "Čas Na Pivo" con tomas del festival y de la gira en sí. Este video fue estrenado en octubre de 2016, cuando se anunció que la banda iba a ser el artista soporte de Joe Satriani en su concierto en Chile en diciembre del mismo año.
Con todo este bagaje a sus espaldas, el grupo decide postular su disco "Quasar" a competir en los Premios Pulsar de la Música Chilena 2017 en la categoría Mejor Disco de Metal. Después de haber pasado a la final en su categoría, la banda recibe una sorpresa cuando son anunciados ganadores en la gala de premiación en mayo de 2017, por sobre bandas emblemáticas chilenas como Criminal e Inquisición.
En 2017, al igual que con la banda Hidalgo, Mauricio decide dejar la banda en buenos términos producto de su carrera solista, y el anuncio fue a comienzos de 2018.

## Alejandro Silva Power Cuarteto (2015 a 2018)
En septiembre de 2015, Mauricio recibe un mensaje del connotado guitarrista chileno Alejandro Silva preguntándole si quería ser parte de su agrupación denominada "Power Cuarteto". Aun cuando ya llevaba un desarrollo importante en su carrera solista, y variadas actividades junto a Hidalgo y Claudio Cordero Trío, él aceptó la invitación de Alejandro y se unió a las filas de la banda en octubre de 2015. De inmediato surgieron conciertos y una grabación para el programa "Señal en Vivo" de Rockaxis, lo que implicó para Mauricio un "enorme desafío, ya que tuve 2 semanas para aprender un repertorio de 25 temas, entre ellos el disco Dios Eol entero". Luego de ello, en febrero de 2016 realizó junto a la banda una gira de 16 conciertos por todo Chile, como acostumbra esta agrupación desde sus inicios. Todo con el fin de promocionar el disco "Solo Caos" publicado el año 2014.
Durante todo 2016, la banda realizó varios conciertos en diferentes ciudades de Chile, siempre coordinando con las actividades solistas de Mauricio y su participación en las bandas Hidalgo y Claudio Cordero Trío. Y a fines de ese año, la banda decide grabar un DVD en vivo y para ello realiza una gira nuevamente por Chile con el fin de preparar el material lo más posible para el concierto de grabación. La gira fue de 17 fechas en enero y febrero de 2017, cuya culminación fue el registro del concierto que dio vida al "DVD Tour Concert", publicado a fines del mismo año.
Para promocionar el producto ya editado, se organiza nuevamente una gira por Chile, que llegaría a ser la más ambiciosa de la banda, ya que consideraba 18 fechas en 21 días, entre Iquique y Punta Arenas, es decir, los extremos del país. Gracias a esto, la banda estableció un récord de tocar 12 conciertos seguidos, algo que muy pocos artistas chilenos han logrado. Además, ante el anuncio de Mauricio de dejar todas las bandas de las que formaba parte, se quiso aprovechar al máximo posible su permanencia en esta.
Su último concierto con la agrupación lo realizó en el pub Lemmy, en Santiago, el 5 de abril de 2018.

## Carrera Solista (desde 2006 en adelante)
Tal como lo narra en su Charla TED realizada en octubre de 2013, Mauricio empezó a hacer sus primeros intentos de transcripciones de música docta y folklóricas en los años 2006 y 2007, con el fin de buscar una posible alternativa para no depender de nadie a la hora de tocar en vivo, ya que es "lo que más le apasiona en el mundo". Aun así, esto comenzó sin ningún tipo de ambición, y solamente pensado para cuando no tuviese actividad con las agrupaciones en las que participaba. Una de las primeras piezas que transcribió, y que interpreta hasta el día de hoy en sus conciertos solistas, es el tercer movimiento del concierto del Verano, de la obra "Las Cuatro Estaciones" de Antonio Vivaldi. A ella se le suma su propia versión del preludio de la Suite #1 para violoncelo de J. S. Bach (interpretada por muchos bajistas), una composición propia llamada "Memories", y un arreglo básico de la cueca "La Consentida". Las transcripciones las practicaba constantemente, y de a poco las iba puliendo y optimizando, pero sin un futuro claro en ese momento.
Todo cambió cuando a fines de 2007, su amigo audiovisualista Marcelo Gormaz, lo llama para filmar videos tocando las líneas de bajo con el backing track de algunos temas del disco "Infragilis" de Hidalgo, sumado a cualquier otro material que quisiera grabar. Fue entonces que Mauricio le dijo que estaba trabajando en "un material solista que estoy transcribiendo y practicando" para bajo sin acompañamiento, y que si podía ser incluido en la sesión de grabación, a lo que Marcelo respondió que de todas maneras. En esa sesión grabó, aparte de los temas de Hidalgo, sus primeras versiones del preludio de Bach y de su tema propio, descritos en el párrafo anterior. Posteriormente, Marcelo subió todo el material grabado a la incipiente red de videos que ya estaba proliferando en Internet a nivel mundial en esa época llamada "Youtube". Inmediatamente hubo comentarios acerca de estas versiones, y estos eran mayormente positivos, por lo que fue la primera vez que Mauricio consideró en tomarse en serio este proyecto. 
Entonces, siguió haciendo más transcripciones durante los años 2008 a 2010, mayormente de música docta, y de a poco las empezó a presentar en público, en clínicas, workshops, y en algunos espacios que había en los conciertos que hacía con las bandas en las que participaba. En septiembre de 2010 graba, nuevamente con Marcelo Gormaz, su versión del 3er movimiento del Verano de Vivaldi, junto con su transcripción para bajo eléctrico de la pieza "Asturias (Leyenda)" de Isaac Albéniz. Ya con este material audiovisual grabado, con más presentaciones en vivo y con aún más transcripciones, decidió empezar a plasmar esto en un disco de estudio. Sin embargo, pese a todos sus intentos, Mauricio sentía que las grabaciones no quedaban sonando bien y las desechaba, para recorregir las transcripciones y la interpretación. En junio de 2013, con el fin de disponer de más material audiovisual para este proyecto, realiza su primer concierto solista en la Sala SCD Bellavista, en Santiago, para extraer más material audiovisual y seguir generando contenido, a su vez que iba madurando las piezas para poder finalmente lograr el ansiado registro en estudio. 
En abril de 2014 y gracias a los nuevos videos publicados, Mauricio es llamado por la "Liga Chileno-Alemana de Cultura" para realizar un concierto dentro de sus programas culturales. Este es un hito muy importante para Mauricio, ya que esta institución, encargada de difundir los valores Alemanes a la cultura chilena, y a su vez, difundir elementos culturales chilenos en las colonias Alemanas residentes en el país, le permitió quedar en contacto para el futuro, gracias al muy buen concierto realizado. Después de ello, entre mayo y octubre de 2014, con varias pruebas, errores y aciertos, Mauricio logra finalmente terminar el master del que sería su primer disco solista, llamado "Solo Pieces for Electric Bass". Fue publicado el 4 de enero de 2015 con una muy buena recepción por parte de la gente que ya seguía su carrera como intérprete en bandas y como solista. El disco cuenta con versiones de 5 piezas folklóricas latinoamericanas, 7 piezas de música docta y 3 composiciones propias, todo arreglado para bajo eléctrico solista sin acompañamiento.
Habiendo publicado su disco y con su afán de promocionarlo en vivo, Mauricio se reúne nuevamente con la Liga Chileno-Alemana de Cultura, y arman una mini-gira para el mes de junio de 2015, con charlas y conciertos en Concepción y Villarrica, y Mauricio además contacta a un promotor local de Osorno para gestionar actividades ahí como parte de esta gira. Este viaje fue un éxito, y le permitió organizar en agosto, también con la Liga Chileno-Alemana y promotores locales, otra gira, esta vez hacia la cuarta región de Chile, en las ciudades de La Serena, Ovalle y Andacollo. Luego de estas dos giras, varios promotores empezaron a contactarse con Mauricio, y fue así como en octubre y noviembre se armó una gira con originalmente 10 fechas, que se fue extendiendo hasta finalizar con 17 presentaciones, entre charlas, festivales y conciertos entre Copiapó y Puerto Varas, pasando por Curicó, Temuco, Padre Las Casas, Villarrica, Huasco, entre otras ciudades más.
En 2016, para seguir promocionando su disco, Mauricio arma una nueva gira en el mes de junio, que incluyó 19 presentaciones en vivo en 10 diferentes ciudades de Chile. Su carrera solista estaba empezando a ser muy bien considerada por varios agentes de la industria musical, lo que le valió ser nominado como finalista de los Premios Pulsar de la Música Chilena 2016 en la categoría "Instrumentista del Año". 
El 18 de agosto de 2016, ocurre otro hito importante para la carrera solista de Mauricio, ya que con la invitación de Claudio Cordero Trío al festival en Eslovaquia, la banda realiza una serie de presentaciones en ese país, y en una de ellas, en la ciudad de Martin, Mauricio abre el show interpretando su trabajo en el bajo eléctrico. Este fue el primer concierto que realiza fuera de su país de origen, Chile, y que a la postre sería el comienzo de su carrera solista internacional.
Ya volviendo de ese viaje, Mauricio comienza los preparativos para una nueva gira en Chile, para octubre y noviembre de 2016. Previo a esos conciertos, Mauricio conoce al intérprete chileno en Chapman Stick Tomás Díaz, con quien realiza un show doble en Rancagua como parte de su gira. Este vínculo profesional será muy importante, ya que le permitirá realizar al año siguiente su primera gira internacional con su proyecto en colaboración con el también proyecto solista de Tomás. Posteriormente, para terminar esa gira, Mauricio tuvo su primera experiencia como solista acompañado por una orquesta sinfónica, al interpretar un arreglo del tema "El cóndor pasa" junto a la Orquesta Filarmónica Juvenil de Puerto Varas, en un concierto al aire libre en la comuna de La Reina, en Santiago.
Durante todo el año 2016, en paralelo a todas sus actividades, Mauricio trabajó arduamente en lo que sería su segundo disco solista, que consiste en la transcripción completa de la obra "Las Cuatro Estaciones" de Antonio Vivaldi para bajo eléctrico solista sin acompañamiento. El proceso empezó en marzo de 2016, y según él mismo lo recuerda como "muy desafiante, ya que tenía que transcribir una orquesta entera para un instrumento rítmico, y fue nuevamente un proceso de probar, grabar, equivocarme, volver a transcribir, volver a grabar, cambiar secciones, etc., hasta que quedaba el resultado final". El disco fue terminado y publicado en abril de 2017, ad portas de su mayor gira en Chile que había hecho hasta la fecha: 37 presentaciones en vivo en 20 ciudades entre Copiapó y Punta Arenas, durante los meses de mayo y junio, y que fue todo un éxito. Ya a la semana de haber terminado esta gira, Mauricio se embarcó en su primera gira Europea como solista, realizada en conjunto a su colega Tomás Díaz, donde ambos mostraron lo mejor de sus proyectos en solitario con 8 conciertos en 4 países: Polonia, República Checa, Eslovaquia y Alemania, con muy buena recepción de la gente, y a la espera de realizar algo al año siguiente.
A su regreso en agosto de 2017, Mauricio se vio enfrentado a tomar una difícil decisión. Era evidente que su carrera solista había alcanzado tal nivel, que si quería seguir escalando en ella, no podía seguir dedicándole sino la totalidad de su tiempo a ella, y eso implicaba dejar de se parte de las bandas en las que tocaba. Ya habiendo decidido que su prioridad era su camino en solitario, le explicó en buenos términos a cada uno de los integrantes de las bandas de Alejandro Silva, Gabriel Hidalgo y Claudio Cordero que iban a poder contar con él solamente hasta marzo de 2018, ya que a partir de ahí se embarcaría en una nueva gira de conciertos por el Viejo Continente por largo tiempo. Una vez conversado, cada uno de ellos le entregó todo su respaldo en lo que emprendiera.
Junto con ello, también en agosto de 2018, Mauricio empezó a trabajar en el concepto para su tercer disco solista. A diferencia de sus dos trabajos anteriores, quería explorar más allá con el bajo solista como instrumento principal, pero esta vez con acompañamiento. Si bien esto es algo habitual en el estilo del Jazz, no es el estilo de preferencia de Mauricio, por lo que nuevamente se enfrentaba a un camino desconocido. El otro elemento era que tenía decidido trabajar solamente en composiciones propias, pues consideraba que ya había hecho muchas versiones de otros compositores, y lo más importante era que esas composiciones propias fuesen, como él mismo describe "música para gente y no para bajistas ni músicos, por lo tanto, canciones donde el cantante sea el bajo eléctrico". Fue así como tras probar varias veces, empezó a dar con esas canciones, las cuales una vez que estuvieron listas, las trabajó con productor y Dj chileno Cristóbal Von Beck, todo entre agosto de 2017 y marzo de 2018. El disco de 8 canciones titulado "Our Soul Revealed" se publicó el 21 de marzo de ese año, y cuenta además con una ilustración para cada canción realizada por la artista chilena Laura Trisot. Después de su concierto de lanzamiento en la Sala SCD de Plaza Egaña el 7 de abril, Mauricio se embarcó en la gira Europea de promoción, que ya contaba con 16 presentaciones en vivo confirmadas.

## Su paso por otras agrupaciones y proyectos
Mauricio también ha sido partícipe de diferentes proyectos de variados estilos. Junto a su padre Armando Nader, músico aficionado e intérprete en charango, participó como bajista en el grupo folklórico Kunza Kuri, entre octubre de 2014 y agosto de 2017, grupo que hasta la fecha sigue en actividad. También fue coproductor y bajista invitado en el disco 2018 de la banda de rock-blues de Santiago llamada La Psychoband, llamado "Personalidades Múltiples". 
Además fue bajista sesionista del dúo de pop-rock alternativo Frank's White Canvas, desde agosto de 2014 hasta marzo de 2015, y si bien ya no están tocando juntos, en palabras de sus integrantes Karin Aguilera y Francisca Torés "nos seguimos ayudando mutuamente hasta el día de hoy en el crecimiento de ambos proyectos". 
Aparte de ser artista soporte, tanto con bandas como solista, de varios grupos y solistas internacionales (Blind Guardian, Epica, Kiko Loureiro, Tarja, Paul Gilbert, Angra, Billy Sheehan, Warcry, entre varios más), Mauricio ha compartido escenario con músicos como Doug Aldrich (Whitesnake), Greg Howe, Chris Adler (Megadeth), entre otros.

## Endorsers
Mauricio es actualmente rostro internacional de las prestigiosas marcas de instrumentos, equipos y cuerdas Ibanez, Markbass y Elixir Strings, respectivamente.

## Vida personal
Mauricio se caracteriza por mantener en estricta reserva su vida personal, sin embargo mediante sus redes sociales busca constantemente transmitir su experiencia como artista, e inspirar a la gente a sacar lo mejor de ellos mismos. De igual forma, ha buscado estimular a los artistas emergentes a que avancen en sus carreras a través del camino de la autogestión.

## Discografía
Con Six Magics
- The Secrets of an Island (2003)
- Dead Secrets (DVD en vivo) (2006)
- Behind the Sorrow (2010)
- Falling Angels (2012)

Con Hidalgo
- Infragilis (2007)
- Yupaychay (2009)
- Lancuyen (2015)

Con Erick Ávila
- Oblivion (2013)

Con Claudio Cordero Trío
- Quasar (2016)

Con Alejandro Silva Power Cuarteto
- DVD Tour Concert (2017)

Con La Psychoband
- Personalidades Múltiples (2018)

Como solista
- Solo Pieces for Electric Bass (2015)
- Antonio Vivaldi - "The Four Seasons" (2017)
- Our Soul Revealed (2018)